# Кам'яна кладка

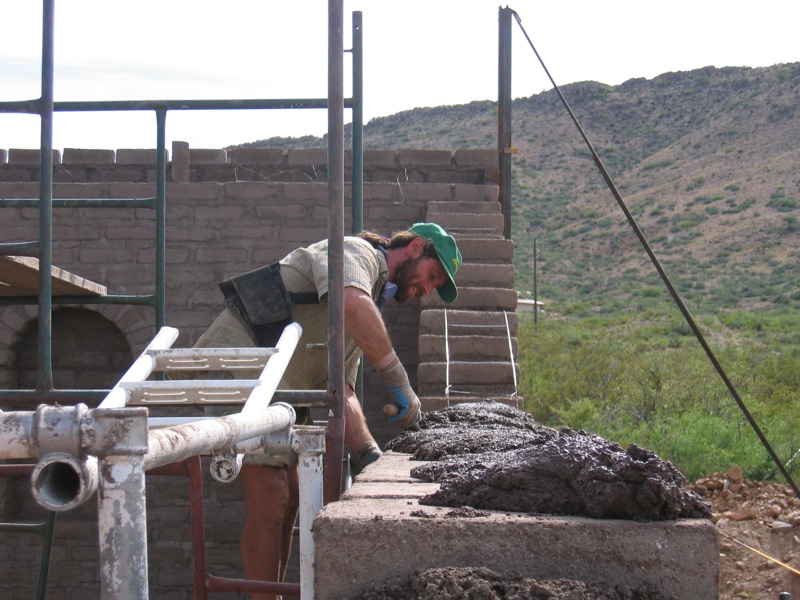
Будівник вкладає розчин поверх ряду цегли, щоб покласти на нього новий ряд.

Кам'яна кладка, також мурува́ння — у будівництві — конструкція з великої кількості цеглин (або інших твердих будівельних матеріалів), що вкладені одна на одну. Зазвичай, проміжки між цеглинами заповнюються спеціальним розчином, що складається з цементу, піску і води, що при висиханні скріплює їх. Окрім цегли може використовуватися керамічні камені, бетонні або силікатні блоки, природні камені, обтесані та необтесані, пористі природні камені, та інші. Незалежно від матеріалу, загальний рисунок вкладання є схожим.

## Застосування

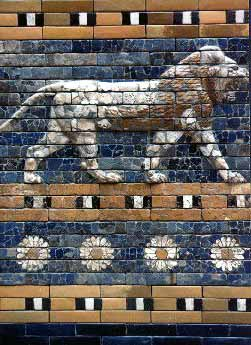
Фрагмент воріт Іштар — кладка практично не відрізняється від сучасної

Кам'яна кладка використовується при будівництві стін. Завдяки своїй будові, вона здатна витримувати великі навантаження — власну вагу і вагу стелі. Для цих цілей кам'яна кладка застосовується вже тисячі років — наприклад, піраміда Джосера, найдавніша з відомих великих єгипетських пірамід, що була побудована близько 2780 року до н. е. була збудована з блоків вапняку, і закріплена глиняним розчином.

### Переваги
- Негорючі камені зменшують ймовірність пожежі.
- Не потребують фарбування.
- Найкраща міцність — цегляний будинок практично не пошкоджується вітрами й ураганами.
- Довговічність.

### Недоліки
- Потребують міцного фундаменту через свою вагу.
- Потребують більшої кваліфікації для будівництва.
- Матеріали погано піддаються повторній обробці.
- Річні цикли нагрівання-охолодження, у разі широкого діапазону температур, призводять до деградації кладки.